# Ryōhei Sasagawa
Ryohei Sasagawa (笹川 了平 Sasagawa Ryōhei?) es un personaje de ficción en el anime y manga Katekyō Hitman Reborn! creado por Akira Amano. También ha aparecido en otros medios de comunicación de la franquicia Reborn!, incluyendo los videojuegos y novelas ligeras. Ryohei se presenta como uno de los protagonistas de la serie, y se presenta como el miembro energético del club de boxeo en el instituto Namimori. A menudo intenta llevar al personaje principal, Tsuna Sawada, a unirse a su club, y en respuesta, el tutor personal de Tsuna, Reborn, hace los intentos de unirlo a la familia personal Vongola de Tsuna. Su papel en un principio es mínimo, por lo general sólo con breves apariciones desde su introducción. Se convierte en el Guardián del Sol de la Familia Vongola, lo que lleva a su primera participación importante y recurrente en la historia.

## Personalidad
Ryohei es el hermano mayor de Kyoko, el amor de Tsuna. Él es un estudiante obsesionado por el boxeo, que a menudo prefiere luchar contra sus oponentes en la cabeza y ve las desventajas como oportunidades para mejorar sus habilidades de combate. Él siempre está ocultando la verdad de lo que está haciendo a Kyoko, esto es debido a un incidente que ocurrió cuando todavía estaban en la escuela primaria: algunos estudiantes de secundaria a quienes no les agradaba Ryohei utilizaron a Kyoko para atraerlo a una trampa, que resultó en la cicatriz en la sien izquierda. Aunque Kyoko se siente responsable, no le disuadió sobre eso y continuó la lucha.
Cada vez que ve a Tsuna y sus amigos haciendo algo extraño, se libera y siempre quiere ser parte, aunque parece ser consciente de que está relacionada con la mafia. Debido al entusiasmo de Ryohei, a menudo se mete en cosas sin evaluar plenamente la situación lo que generalmente termina en su humillación. Puede ser nervioso, por ejemplo, como se muestra cuando ve una foto de su yo adulto y Hana Kurokawa juntos en el futuro. También tiene una memoria corta y se olvida de muchos detalles importantes, algo que su yo adulto resolvió escribiendo memorandos.

## Caja Vongola
En el futuro su caja vongola es un canguro llamado Kangaryuu, que es tipo apoyo, el cual le brinda unos guantes de box y una botas, estas están potenciadas con llamas del sol, se puede transformar en el "Maximun break" que es un equipo de box acompañado de un disparo de llamas del sol que le permite ser más fuerte, pero esta técnica tiene un límite de 3 minutos debido al gran esfuerzo muscular que conlleva soportarlo.

## Vongola Gear
En el arco de la familia Shimon su anillo evoluciona a un brazalete con el cual obtiene una armadura ligera con una ruleta en su brazalete que conforme el daño que recibe el usuario va aumentando la potencia de sus ataques.